# Dąbrówka (powiat bocheński)
Dąbrówka – wieś w Polsce, położona w województwie małopolskim, w powiecie bocheńskim, w gminie Rzezawa.
W latach 1975–1998 miejscowość należała administracyjnie do województwa tarnowskiego.

## Położenie
Dąbrówka położona jest w środkowo–zachodniej części gminy. Od wschodu graniczy z gminą Brzesko i stanowi granicę gminy. Sąsiaduje z sołectwami:
- Borek – od południa,
- Buczków – od północy,
- Dębina – od północy i zachodu,
- Jodłówka – od południa.

Nazwa pochodzi od dębów, które rosną w pobliskim lesie.

## Części wsi
| SIMC    | Nazwa      | Rodzaj    |
| ------- | ---------- | --------- |
| 0830055 | Błonie     | część wsi |
| 0830061 | Łętownia   | część wsi |
| 0830078 | Obszar     | część wsi |
| 1047570 | Podkrzacze | część wsi |

## Nazwy obiektów fizjograficznych
Bory, Brzezinki, Chłopski Las, Chrust, Czernichowiec, Czyżówka, Daniołówka, Dębieńce, Dębica, Diabelec, Karczmisko, Kąty, Kopytówka, Lasowe, Leśnicko, Lincówka, Łaniec, Międzydródze, Mokicie, Ogrody, Olszynki, Piaski, Podborze, Podchruście, Podchybienie, Podstawiszcze, Radzyków, Rodzików, Skotnica, Stawiska, Świniary, Wielki Las, Za Chrustem, Zagrody, Zagumnie, Zawrótka, Żłobowizna.

## Historia
Pierwsze wzmianki o wsi pochodzą z 1414 roku. Akt lokacyjny na prawie niemieckim został wydany w 1439 roku. Wieś cały czas znajdowała się w starostwie krzeczowskim.
W roku 1681 dochodzi do odłączenia Dąbrówki od starostwa. Dzierżawcą prawdopodobnie został Mikołaj Zborowski.
Dąbrówka weszła pod panowanie Austrii podczas I rozbioru. 23 sierpnia 1775 wrogie wojska zajęły dobra krzeczowskie, do których należała również Dąbrówka. Była ona wtedy w posesji Ignacego Dydyńskiego.
Po zajęciu dóbr krzeczowskich sprzedano je w dwóch sekcjach. Dąbrówkę, razem z Borkiem, Buczkowem i Dębiną 27 sierpnia 1835 kupił podczas licytacji Edward Homolatsch. Cena wywoławcza wynosiła 28 293 złr, nabywca zapłacił 28 650 złr (guldenów lub florenów).
3 września 1837 roku w Dąbrówce Konfederacja Powszechna Narodu Polskiego KPNP była uczestnikiem dożynek, zwanych wtedy wyszynkami. Sprzysiężeni prowadzili tam ożywione rozmowy z chłopami i tańczyli z chłopkami, by pokazać, że nie istnieją różnice stanowe. Były śpiewane pieśni patriotyczne, a chłopi byli buntowani. 15 września 1837 w Dąbrówce odbyło się zebranie programowe KPNP.
W Dąbrówce w ramach Kółka Rolniczego powstał sklep przed rokiem 1920. Było to zasługą nauczyciela Stanisława Stachnika.

## Osoby związane z Dąbrówką
Ignacy Kielan ur. 27 czerwca 1916 r. w Dąbrówce, rolnik działacz młodzieżowy, żołnierz BCh. Poległ w Baczkowie 2 września 1944 w czasie rozbrajania Niemców przez OS BCh-LSB.
st. strzel. Tadeusz Radecki ur. 26 października 1912 r. w Dąbrówce, syn Stanisława i Juli z Seremaków. Żołnierz Pierwszej Dywizji Pancernej, poległ 5 października 1944 r. w walkach w rejonie Lommel (Belgia).

## Oświata
W Dąbrówce znajdują się 3 placówki oświatowe:
- Publiczna Szkoła Podstawowa im. Prymasa Stefana Kardynała Wyszyńskiego.
- Publiczne Gimnazjum im. Prymasa Stefana Kardynała Wyszyńskiego.
- Publiczne Przedszkole.

Nowo wybudowany budynek szkoły podstawowej oddano do użytku w 1996 roku. W 2004 zakończono budowę sali gimnastycznej.

### Historia szkoły
Rada Szkolna Krajowa we Lwowie rozporządzeniem z dnia 7 czerwca 1890 powołała szkołę w Buczkowie przyłączając do niej również wieś Dąbrówkę. Jednak ze względu protestów obu wsi, szkoła rozpoczęła działalność w roku 1892, a pierwszym nauczycielem był Franciszek Szczepański. W roku 1897 w szkole pracował Stanisław Gawłowicz. W roku 1903 Franciszek Bartnik. W 1909 Maria Dańcówna i Stanisław Stachnik. W 1910 Alfred Stebnicki, Eug. Stebnicka, Katarzyna Bryczkowska.
Dnia 1 czerwca 1910 r. powstały osobno szkoły w Dąbrówce i osobno w Buczkowie. W jednoklasowej szkole w Dąbrówce pracowali Stanisław Stachnik jako kierownik i Hipolit Jędrzejewski. W 1914 w miejsce H. Jędrzejewskiego pracowała Katarzyna Stachnikowa.
Dnia 12 września 1925 r. szkoły w Dąbrówce i w Buczkowie zostały połączone w jedną 6-klasową szkołę w Buczkowie, orzeczeniem dnia 1 stycznia 1926 r. Mieszkańcy Dąbrówki dwukrotnie odwoływali się do ministerstwa o cofnięcie tej decyzji.
W roku 1937 ponownie utworzono osobne szkoły dla obu wsi. W Dąbrówce utworzono szkołę 1-klasową, w której uczyła Jadwiga Giergielowa nie mając żadnych pomocy naukowych. Za sprzedane drzewo z ogrodu szkolnego zakupiono mapę Polski i liczydło.
Nauka w roku 1939 za zgodą władz niemieckich rozpoczęła się dopiero 21 października i odbywała się regularnie do Świąt Bożego Narodzenia. Z powodu braku opału naukę wznowiono 1 kwietnia bez podręczników, w zmniejszonej liczbie godzin i małej liczbie dzieci. W miejsce J. Giergielowej pracę podjęła Maria Gawłowicz ze Wrzępi.
1 września 1941 władze szkolne zamianowały 2. nauczycielkę Marię Janiszkiewicz wysiedloną z Łodzi, którą w 1942 przeniesiono do Mikluszowic.
Od 20 kwietnia 1943 do 18 stycznia 1945 w Dąbrówce pracowała w tajnym nauczaniu na poziomie szkoły powszechnej Maria Gawłowicz.

## Komunikacja
Do miejscowości dojeżdżają prywatni przewoźnicy.

## Legendy i podania
Legenda o kościółku w Bukowinie – gdy Dąbrówka nie nosiła jeszcze swojej obecnej nazwy, była bardzo małą wsią. Najbliższy kościół znajdował się w odległej Bukowinie. Przez tamtejsze okolice przebiegał bursztynowy szlak. Pewnego razu mieli przejeżdżać nim rycerze podążający do Ziemi Świętej. Do świątyni, w której miało się odbyć nabożeństwo za wojowników, poszli prawie wszyscy mieszkańcy Dąbrówki. Nie wyruszył tylko schorowany staruszek i jego synowa, która zbierała jagody w lesie i nie wiedziała o rycerzach. Gdy wróciła, dowiedziała się o wszystkim od starca i pobiegła do Bukowiny. Chwilę później potknęła się i krzyknęła: A niechaj ten kościół pod ziemię się zapadnie i pobiegła dalej. Gdy dotarła na miejsce, nie było ani świątyni, ani ludzi, tylko łąka pełna kwiatów.